# Мартін Перл
Мартін Льюїс Перл (англ. Martin Lewis Perl; 24 червня 1927, Нью-Йорк, США — 30 вересня 2014, Пало-Альто, США) — американський фізик, професор, громадський діяч, лауреат премії Вольфа (1982) за відкриття ряду елементарних частинок, в тому числі кварків, лауреат Нобелівської премії з фізики (половина премії за 1995 «за відкриття тау-лептона»; другу половину премії отримав Фредерік Райнес «за експериментальне виявлення нейтрино»).

## Біографія
Народився в Нью-Йорку, в родині вихідця з містечка Пружани, нині міста в Брестській області Білорусі Оскара Перла та Фаї Розенталь. Оскар Перл виріс на Манхеттенському Іст-Сайді, Фая Розенталь — в Бруклінському Браунсвіллі. Крім Мартіна, в сім'ї Оскара і Фаї народилася ще одна дитина — Ліля Перл.
Під час Другої світової війни був морським піхотинцем (1944–1945). У 1948 закінчив хімічний факультет Політехнічного інституту в Брукліні. У 1948–1950 працював у фірмі Дженерал Електрик. Зацікавившись атомною фізикою, вступив до коледжу на курс фізики, потім в Колумбійський університет, де під керівництвом професора Рабі зайнявся науковою роботою в області елементарних частинок. У 1963 Мартін Перл був запрошений працювати на споруджуваний у Стенфорді лінійний прискорювач. Тут він і його колеги проектували і будували установки для підтвердження своїх наукових гіпотез. Протягом 1970-х рр. тут було поставлено велику кількість експериментів, дозволили зробити ряд найважливіших відкриттів. У середині 1970-х рр. Мартін Перл відкрив елементарну частинку тау-лептон. Це відкриття підтвердило Теорію Великого вибуху створення Всесвіту.
За відкриття так званого третього покоління елементарних частинок (тау, тау-нейтрино, верхній і нижній кварки) Перл був удостоєний премії Вольфа з фізики (1982). Згодом Перл розділив з фізиком Фредеріком Райнесом Нобелівську премію з фізики (1995). Учений працював також над застосуванням оптики та електроніки, займався питаннями захисту навколишнього середовища, залишався переконаним супротивником атомного озброєння.